# Йога (книга)
«Йога» (фр. Yoga)  — це книга французького письменника Еммануеля Каррера, яка вперше була опублікована у 2020 році.

## Сюжет
Книга починається як особисте есе про самодопомогу, йогу та медитаційні ретрити, але розповідає про період депресії та особистого розладу в житті Еммануеля Каррера, на яке наштовхнула стрілянина у редакції газети «Charlie Hebdo» 2015 року, включаючи кінець шлюбу автора. Його відправили до психіатричної лікарні з діагнозом біполярний розлад, де його лікували кетаміном та електрошокову терапією. Коли він виходить з лікарні, він намагається знайти спокій і зайнятися собою, здійснюючи подорож до Іраку, щоб знайти Коран, який нібито був написаний кров'ю Саддама Хусейна, і мандрує на острів Лерос, який знаходиться у Греції, де він намагається вчити новоприбулих азіатських чоловіків творчому письму, які прибули сюди під час європейської міграційної кризи 2015 року.

## Критика
Роб Дойл з газети «The Observer» назвав Каррера «великим порнографом власних страждань», а його книги — «легковажними самопосиланнями», і написав, що, незважаючи на розрізнений матеріал, який містить «Йога», Каррер перетворює його на проникливу історію.
Після публікації у Франції, книга викликала багато обговорень, оскільки колишня дружина Каррера Елен Девінк звинуватила його у порушенні юридичної угоди — не писати про неї у своїх книгах. Це все призвело до обговорень стосовно того, наскільки вміст «Йоги» розходився з реальним досвідом Каррера через усі моменти, коли він видаляв матеріали про свій шлюб. Ренді Розенталь з газети «Los Angeles Times» писав, що пропуски залишають «чорні діри» у центрі книги, що перетворюється у «недолік, який не можна пробачити».